# كوبا (البترون)
كوبّا (بتشديد الباء) هي إحدى القرى اللبنانية من قرى قضاء البترون في محافظة الشمال.